# قمحن
قِمْحن (الاسم العلمي: Dendrosicyos socotrana)، جنس نبات أحادي النمط من فصيلة القرعية. يضم نوع وحيد هو Dendrosicyos socotranus. هذا النوع يستوطن في جزيرة سقطرى في اليمن، وهو النوع الوحيد في القرعيات الذي ينمو على شكل شجرة. تم تهجئة اسم النوع في الأصل D. socotrana، ولكن تم تصحيح الاسم وجعلهُ مذكر وفقًا للمدونة الدولية لتسميات الطحالب والفطريات والنباتات.